# Inversió estrangera directa
Una inversió estrangera directa (IED) és una inversió, d'una entitat basada en un país estranger, en la forma de participació de control en una empresa del país. Per la qual cosa es distingeix de la inversió estrangera de cartera, on en aquesta última no hi ha el control de l'empresa per part de l'inversor.
L'origen de la inversió no té impacte en la definició, així la inversió pot fer-se "inorgànicament" mitjançant la compra d'una empresa al país de destinació o "orgànicament" per les operacions d'un negoci existent en expansió en aquest país.